# Vinadio
Vinadio là một đô thị tại tỉnh Cuneo trong vùng Piedmont của Italia, vị trí cách khoảng 100 km về phía tây nam của Torino và khoảng 30 km về phía tây nam của Cuneo,Ỷơ biên giới với Pháp, dọc theo sông Stura di Demonte. 

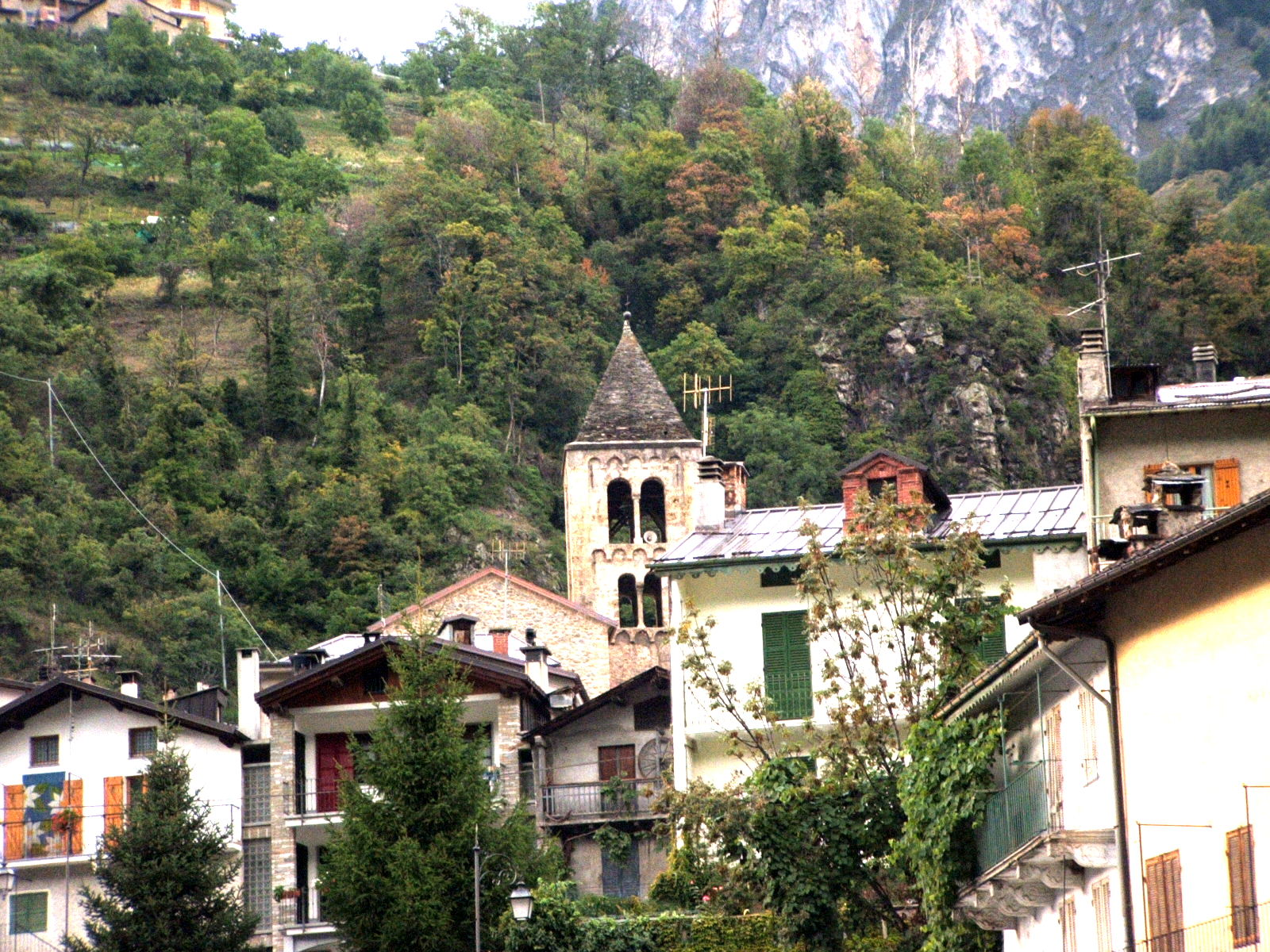
Vinadio.

Cùng với Demonte và Pietraporzio, đây là một trong 3 đô thị của Occitania Ý.
Vinadio giáp các đô thị: Aisone, Demonte, Isola (France), Pietraporzio, Saint-Etienne-de-Tinée (France), Sambucovà Valdieri.